# Cassidey
Cassidey Rae (24 de dezembro de 1980) é uma atriz pornográfica americana.

## Prêmios e indicações
- 2001 nomeada para AVN Award  – Melhor New Starlet[1]
- 2002 nomeada para AVN Award  – Melhor Cena de anal (Filme) – Marissa[2]
- 2002 nomeada para AVN Award  – Melhor Cena de sexo em grupo - Film for Believe it or Not[2]
- 2004 nomeada para AVN Award  – Melhor Atriz - (Filme) porSordid[3]
- 2004 nomeada para AVN Award  – Melhor Cena de sexo oral (Film) por Sordid[3]
- 2004 nomeada para AVN Award  – Melhor Cena de casal (Filme) por Sordid[3]
- 2004 nomeada para AVN Award  – Melhor Cena de sexo em grupo (Filme) por Sordid[3]
- 2006 XRCO Award  para Melhor Cumback[4]